# سونيخا
بلدية سونيخا (بالإسبانية: Soneja)‏، هي إحدى بلديات مقاطعة كاستيلون التي تقع في منطقة بلنسية، في شرق إسبانيا.
يبلغ عدد سكانها 1.408 نسمة وفقاً لإحصائية سنة (2006).